# YA-9 (航空機)
ノースロップ　YA-9
YA-9　試作機
- 用途：近接航空支援
- 分類：攻撃機
- 製造者：ノースロップ社
- 運用者：アメリカ空軍
- 初飛行：1972年5月20日
- 生産数：2機
- 運用状況：不採用

YA-9は、ノースロップがアメリカ空軍向けに開発した攻撃機である。
近接航空支援に特化した攻撃機であり、A-10との競争試作機であったがA-10が採用されたために量産は行われなかった。

## 開発
1960年代にアメリカ空軍は、対空砲火脅威度の高い地域において、多量の爆弾を搭載し長時間滞空できる近接支援航空機を求めていた。この計画は「A-X計画」と呼称され、前線での使用に耐えるために容易な整備性と高い防弾性能が求められ、地上攻撃用に大口径の機関砲を搭載できることも条件にあった。ただし、全天候性能は重要なものとしては求められず、目視による昼間地上攻撃に特化した機体で構わない、とされた。
これにノースロップとフェアチャイルドが応え、両者の案は1970年12月に採択された。これにより、それぞれYA-9とYA-10として試作されることとなった。
ノースロップ案のYA-9は2機の試作機が製造され、1972年5月20日に初飛行が行われた。前衛的とも形容されたフェアチャイルドのYA-10に比べ、YA-9は極めてオーソドックスなデザインであり、性能的にも充分なものであったが、YA-10の方が防弾性能において勝ることと、機載機関砲として選定されていたGAU-8 30mmガトリング機関砲を搭載・射撃した際の安定性に優れている、とされ、1973年1月18日にフェアチャイルド案の採用が決定し、開発は中止された。
製作された2機の試作機は、短期間NASAで試験に供された後、試作1号機（シリアルナンバー：71-1367）がエドワーズ空軍基地に、試作2号機（シリアルナンバー：71-1368）がマーチ空軍基地博物館において保存・展示されている。

## 機体

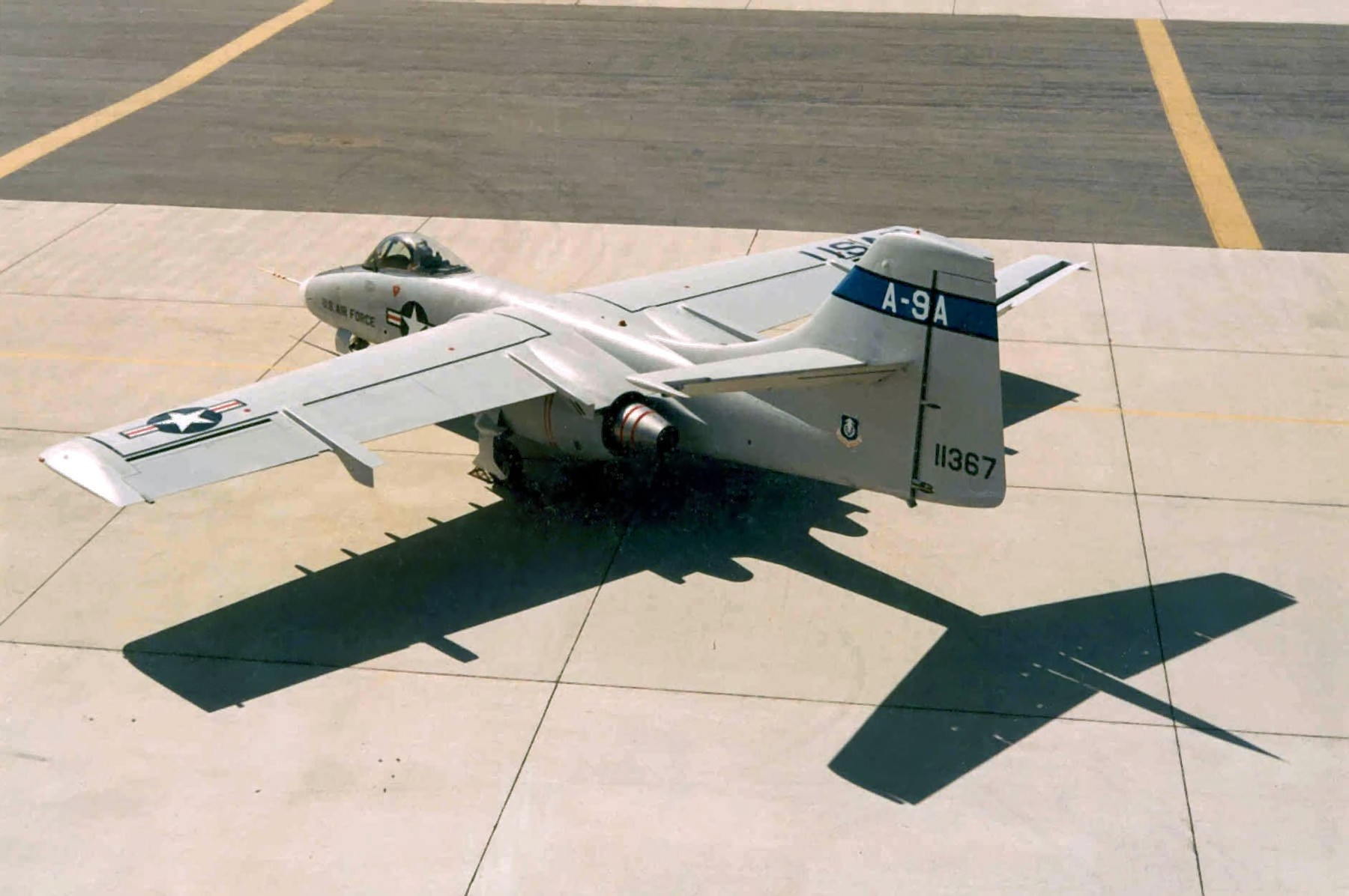
YA-9 後方より

YA-9は、中翼配置・直線翼の主翼を持ち、ジェットエンジンが主翼付け根下部の胴体脇に2基搭載されている。水平尾翼は垂直尾翼の中ほどにあり、主翼下のパイロンも10ヶ所と多い。これは、後にソビエト連邦（当時）が開発した同目的の攻撃機である スホーイ Su-25 “グラーチェ”と大まかなレイアウトは同じである。
試作機には固定武装の開発遅延の代替としてM61 20mmガトリング砲が装備されていたが、制式採用の際はGAU-8 30mmガトリング砲あるいはGAU-9 30mmリヴォルバーカノンを搭載する予定であった。

## 要目
- 全長：16.3m
- 全幅：17.4m
- 全高：5.4m

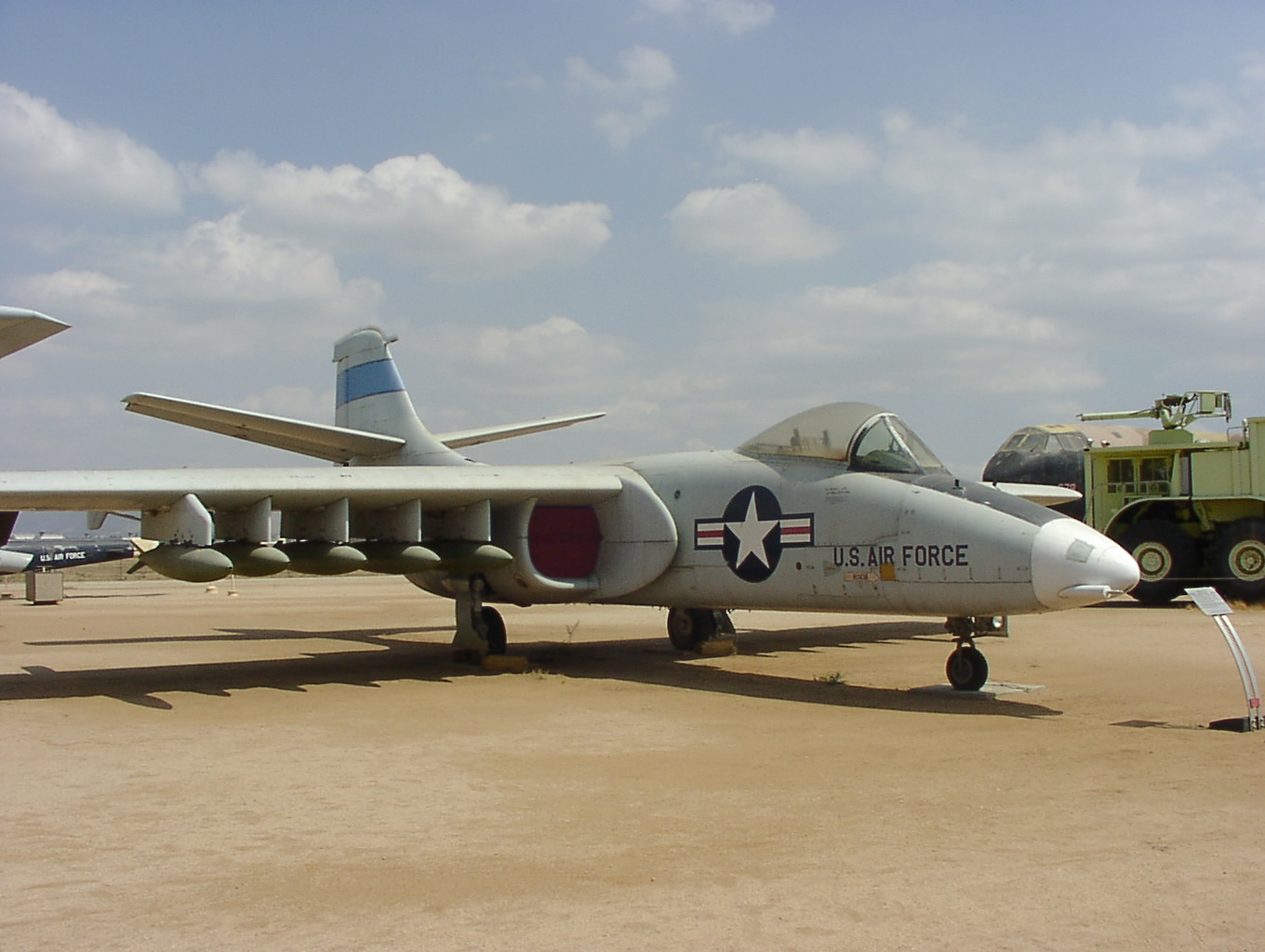
YA-9 試作2号機
マーチ空軍基地博物館の展示機

- エンジン：ライカミングYF-102 ターボファンエンジン（33.4kN）2基
- 乗員：1名
- 武装：M61 20mm機関砲 1門  爆弾等 最大8,300 kg